# Communauté de communes Monts et Vallées Ouest Creuse
Die Communauté de communes Monts et Vallées Ouest Creuse ist ein ehemaliger französischer Gemeindeverband mit der Rechtsform einer Communauté de communes im Département Creuse in der Region Nouvelle-Aquitaine. Sie wurde am 2. November 2016 gegründet und umfasste 43 Gemeinden. Der Verwaltungssitz befindet sich in der Gemeinde La Souterraine.

## Historische Entwicklung
Der Gemeindeverband entstand mit Wirkung vom 1. Januar 2017 durch die Fusion der Vorgängerorganisationen
- Communauté de communes du Pays Dunois,
- Communauté de communes du Pays Sostranien und
- Communauté de communes de Bénévent-Grand-Bourg.

Der ursprünglich unter dem sperrigen Namen Communauté de communes Pays Dunois, Pays Sostranien, Bénévent/Grand-Bourg gegründete Verband wurde mit Wirkung vom 1. Januar 2018 auf die aktuelle Bezeichnung umbenannt.
Das Verwaltungsgericht in Limoges annullierte die Fusion zum 31. Dezember 2019.

## Ehemalige Mitgliedsgemeinden
1. Arrènes
2. Augères
3. Aulon
4. Azat-Châtenet
5. Azerables
6. Bazelat
7. Bénévent-l’Abbaye
8. Ceyroux
9. Chambon-Sainte-Croix
10. Chamborand
11. Châtelus-le-Marcheix
12. Chéniers
13. Colondannes
14. Crozant
15. Dun-le-Palestel
16. Fleurat
17. Fresselines
18. Fursac
19. La Celle-Dunoise
20. La Chapelle-Baloue
21. La Souterraine
22. Lafat
23. Le Bourg-d’Hem
24. Le Grand-Bourg
25. Lizières
26. Maison-Feyne
27. Marsac
28. Mourioux-Vieilleville
29. Naillat
30. Noth
31. Nouzerolles
32. Sagnat
33. Saint-Agnant-de-Versillat
34. Saint-Germain-Beaupré
35. Saint-Goussaud
36. Saint-Léger-Bridereix
37. Saint-Maurice-la-Souterraine
38. Saint-Priest-la-Feuille
39. Saint-Priest-la-Plaine
40. Saint-Sébastien
41. Saint-Sulpice-le-Dunois
42. Vareilles
43. Villard